# 巴布亞紐幾內亞經濟
巴布亚新几内亚资源丰富，但经济发展很不平衡，为此政府制定了三次经济发展计划以促進经济发展，並致力於吸引外资，然而国内仍然有许多人過着原始生活，全国人口中近37%生活在国际贫困线（人均1.25美元/天）以下。2016年联合国人类发展指数显示，巴新在188个国家中列第154位。人口增长较快，大量农村人口流向城市。不过失业率却很低，据统计巴布亚新几内亚的失业率为2.5%，低于日本、韩国、德国、中国、美国、英国、俄罗斯、法国等世界主要国家。
巴布亚新几内亚的国内生产总值增长受到提取行业的推动，自2000年中期以来，人均实际人均国内生产总值增长平均为4％。该国在石油和天然气投资基础设施建设方面取得了重大进展。因此，莫尔兹比港和萊城等主要城市受到国际投资者的关注，引发了前所未有的建筑热潮，以利用该国作为南太平洋地区区域经济领导者的崛起所带来的机遇。作为太平洋通往亚洲的门户的战略位置以及相对巨大的陆地和人口状况（几乎是其他小岛屿国家的7倍），这得到了很好的支持。
国际货币基金组织报告尽管巴布亚新几内亚贫困，但它拥有丰富的自然资源，但开发受到了崎岖地形和发展基础设施的高昂成本的阻碍。农业为大多数人口提供了维持生计的生计。矿藏，包括石油，铜和黄金，占出口收入的72％。
澳大利亚、中国、日本等国家的预算支持和世界银行主持下的发展援助有助于维持经济。澳大利亚是巴布亚新几内亚最大的援助捐助国，2016年提供了5.06亿美元（3.76亿美元）的援助。1995年，巴布亚新几内亚政府与国际货币基金组织（货币基金组织）和世界银行就结构调整方案达成协议，其中第一阶段于1996年顺利完成。1997年，聖嬰現象造成的干旱造成严重破坏巴布亚新几内亚的咖啡，可可和椰子生产，农业经济的主要支柱和出口收入的主要来源。 1997年咖啡产量被削减了50％。尽管干旱存在问题，但1998年国内生产总值出现小幅回升。1999年增长率达到3.6％，2000年可能更高，比如说4.3％。